# Domenico Gnoli
Domenico Gnoli (né le 3 mai 1933 à Rome et mort le 17 avril 1970 à New York) est un peintre, illustrateur et scénographe italien.

## Biographie
Après une carrière d'illustrateur et de scènographe pour les théâtres italiens, londoniens ou parisiens, Domenico Gnoli parvient vers 1964 à la manière et au répertoire qui ont fait sa renommée. Parfois rapprochée du Pop art pour sa thématique ou de l'hyperréalisme pour le rendu des détails en vue rapprochée, son œuvre atypique à la technique parfois archaïsante s'en distingue toutefois par un dessin épuré et précis, des teintes douces et rompues conférant aux objets quotidiens détachés de leur contexte ou de leur fonction (fils de tissu, chaussures, cravate, fruit, collier, cheveux) une dimension poétique et mystérieuse, proche de l'abstraction et de la peinture métaphysique.
À la fin de sa vie, il produit une série de bronzes qui prolonge son univers pictural.
Au début de 1970, il apprend qu'il souffre d'un cancer : il meurt quelques mois plus tard à New York.
Son œuvre, marginale dans les années soixante, est devenue l'objet d'une attention plus soutenue à partir des années 1980.

## Œuvres
- Tempio, 1958.
- Cathédrale, 1958.
- Bathings Huts, 1960.
- Red Colosseum, 1960.
- Femme lisant un journal, 1963.
- Coupe au rasoir, 1964.
- Robe d'été, 1966, Stedelijk Museum, Amsterdam.
- Tie, 1968, Musée Ludwig, Cologne.
- Fermeture éclair, 1967.
- La Pomme, 1968
- Lady's Shoe, 1968, Musée Boijmans Van Beuningen, Rotterdam.
- Trousers Pocket, 1969, Neue Galerie Sammlung Ludwig, Aix-la-Chapelle.
- La Boucle, 1969.
- Nœud de cravate, 1969.

## Expositions principales
- Sidney Janis Gallery, 1969.
- Rétrospective à la FNAC, Paris, 1972.
- CNAC, Paris, 1973-74.
- Galerie Arts-Contacts, 1974.
- Fondation Maeght, 1987.
- Fundacíon Caja de Pensiones, Madrid, 1990.

## Source
- (it) Cet article est partiellement ou en totalité issu de l’article de Wikipédia en italien intitulé « Domenico Gnoli (pittore) » (voir la liste des auteurs).